# David Mobärg
David Mobärg (17 mei 1999) is een Zweedse freestyleskiër.

## Carrière
Mobärg maakte zijn wereldbekerdebuut in februari 2017 in Idre Fjäll. In december 2018 scoorde hij in Arosa zijn eerste wereldbekerpunten. Op de wereldkampioenschappen freestyleskiën 2019 in Park City eindigde de Zweed als tiende op de skicross. In januari 2020 behaalde Mobärg in Nakiska zijn eerste toptienklassering in een wereldbekerwedstrijd. Op 15 december 2020 boekte hij in Arosa zijn eerste wereldbekerzege. In Idre Fjäll nam hij deel aan de wereldkampioenschappen freestyleskiën 2021. Op dit toernooi eindigde hij als dertiende op de skicross.

## Resultaten

### Wereldkampioenschappen
| Jaar | Plaats     | Resultaten   |
| ---- | ---------- | ------------ |
| 2019 | Park City  | 10e Skicross |
| 2021 | Idre Fjäll | 13e Skicross |

### Wereldbeker
Eindklasseringen
| Seizoen   | Algm | SX  |
| --------- | ---- | --- |
| 2018/2019 | 139e | 30e |
| 2019/2020 | 97e  | 18e |

Wereldbekerzeges
| Datum            | Plaats | Onderdeel |
| ---------------- | ------ | --------- |
| 15 december 2020 | Arosa  | Skicross  |